# Iztok Novak - Easy
Iztok Novak - Easy, slovenski kantavtor, * 25. maj 1967, Koper.
Svojo glasbeno pot je začel konec 80. let kot klaviaturist in (back)vokalist v na Primorskem priljubljenem cover bandu Night Jump (pred tem je nekaj časa igral v zasedbi Frape). Po razhodu z Night Jumpom je nadaljeval kot solist in 1993 s Starcem zmagal na festivalu Popsi, ki ga je v Izoli organiziral Drago Mislej - Mef. Leta 1995 je pri ZKP RTV Slovenija posnel svoj prvi in za zdaj edini samostojni album z naslovom Galeb. Od leta 2001 je voditelj in moderator na Radiu Koper, med letoma 1997 in 2001 pa je delal na lokalnih primorskih radiih Radiu Morje in Radiu Capris. Je tudi amaterski igralec in član gledališke skupine Val A.
Leta 2014 se je po večletnem premoru vrnil na glasbene odre in sodeloval na Melodijah morja in sonca s skladbo Kar tako. Dosegel je 3. mesto in prejel nagrado za najboljšo izvedbo. Leto pozneje je na festivalu ponovno nastopil z balado Nekaj med nama in zmagal ter bil zopet nagrajen za najboljšo izvedbo.
Njegov brat Aleksander Novak je prav tako kantavtor.

## Diskografija

### Albumi
- Galeb (1995)

### Singli
- Starec (1993)
- Galeb
- Ona
- Toplo je doma
- Kar tako (2014)
- Nekaj med nama (2015)
- Imam pa te rad (2016)
- Spet ona (2018)

## Nastopi na glasbenih festivalih

### Melodije morja in sonca
- 2014: Kar tako − 3. mesto, nagrada strokovne žirije za najboljšo izvedbo
- 2015: Nekaj med nama – 1. mesto, nagrada strokovne žirije za najboljše besedilo, nagrada strokovne žirije za najboljšo izvedbo